# Пламенац, Филипп Маркович
Пламенац Филипп Маркович (1827-1909) — черногорский воевода, зауряд-прапорщик 1-го Читинского казачьего полка, полный Георгиевский кавалер.

## Биография
Филипп Пламенац принадлежал к черногорскому племени Больевичи. Родился в одноимённом селе в Црмничской нахии, в Старой Черногории. В 1849 году Пламенац получил боевое крещение в битве с турками-османами, на протяжении веков пытавшимися поработить Черногорию... В 1851 году, в Крымскую войну (1853-1855 и 1857 гг.) и в 1859-1860 гг. Пламенац снова сражался с турками.

В 1862 году черногорский князь Никола I выступил в поддержку герцеговинских повстанцев Луки Вукаловича и открыл военные действия против Турции. Командование черногорскими контингентами князь возложил на своего отца Мирко Петровича-Негоша, которому первые военные успехи доставили прозвище «Шпаги Черногории». Пламенац встал под знамя Мирко Негоша. Но в дальнейшем эта кампания развивалась неудачно. 
В 62-м году война была настоящая. Турки заняли всю Черногорию, жгли деревни, топтали жатвы и виноградники. А у нас было чуть не по пять патронов на ружьё. Плохо было!
 - вспоминал впоследствии Филипп Пламенац... В конце концов, турки взяли столицу страны Цетине, и князю Николе пришлось подписать невыгодный мир. От полного унижения Черногорию спасло дипломатическое вмешательство Российской империи.
 
В 1900 г. 73-летний Пламенац отправился на Дальний Восток России, чтобы принять участие в Китайском походе 1900 — 1901 годов, предпринятом для подавления Ихэтуаньского (Боксёрского) восстания, организованного фракцией тоталитарной секты «Белый лотос», жестоко истреблявшей христиан. Принято считать, что Ф. Пламенац - третий представитель знатного черногорского рода, служивший в казачьем войске. Пламенац получил три Георгиевских креста за Китайский поход 1900-1901 в летучем отряде П. И. Мищенко, бывшего тогда ещё полковником и последний, первой степени - за русско-японскую войну.
В русской армии хорошо знали старика с короткою, седою окладистою бородой, окаймлявшей смуглое лицо, освещенное из-под нависших седых бровей проницательными живыми, добрыми глазами. Этого черногорца все называли дедушкой, служил он в отряде генерала Мищенко, был его другом, его телохранителем. Без бинокля, без зрительной трубы горца, благодаря прекрасному зрению, он видит лучше, чем его командир генерал Мищенко с помощью оптики. И подсказывает ему: Тут наши, там японцы. Звали черногорского воина Филипп Маркович Пламенац. А «дедушке» в 1904 году исполнилось уже 76 лет. С генералом он был неразлучен уже вторую кампанию. Все удивлялись выносливости генерала Мищенко и легкости, с которой он ходил по сопкам. - Я старый охотник и родился в Дагестане, шутил он. Пламенац не отставал от него ни на шаг: «Я всю жизнь по горам проходил». «И они шли с горы на гору, как горные козы, а мы едва поспевали за ними, обливаясь потом, томимые жаждой», рассказывал о друзьях Апушкин. После китайского похода Филипп Маркович поселился в Порт-Артуре вместе с генералом. Но едва началась война с Японией, продал свою фанзу, отдал деньги на Красный Крест и ушел к Мищенко. Его ввиду преклонного возраста не хотели брать в набег на Инкоу. Но «дедушка» сказал: «Пока я жив, не расстанусь со своим генералом». А самому генералу: «Если Вы не хотите брать с собою Пламенаца, Пламенац сам себя возьмет».Газета «Новый край» со ссылкой на «Новую заставу»
Вы знаете какой у нас дедушка? - сказал генерал - Недавно один снаряд разорвался от нас недалеко и я вздрогнул. Он хладнокровно вынул из кармана клочок ваты и, подавая мне, сказал: «На, генерал, заткни себе уши, чтобы не пугаться». Каков? Меня сконфузил!П.И.Мищенко
В бою под Сандепу, в январе 1905 года, Пламенац вынес из боя раненого генерала Мищенко.
Умер в 1909 году в возрасте 82-х лет, похоронен на Свято-Троицком кладбище Петергофа 15-го февраля 1909. Его могила была уничтожена большевиками.